# Charlotte Bravard
Charlotte Bravard, née le 12 janvier 1992 à Dreux (Eure-et-Loir), est une coureuse cycliste et directrice sportive française.
Championne de France sur route en 2017, elle est directrice sportive de l'équipe féminine Saint-Michel Auber 93 de 2021 à 2024.

## Biographie
En 2011, elle rejoint l'équipe GSD Gestion. De 2014 à 2019, elle court dans l'équipe Poitou-Charentes.Futuroscope.86, renommée FDJ-Nouvelle Aquitaine-Futuroscope.
En 2017, elle devient championne de France sur route. En 2020, elle court chez les amateurs en Nationale 1 au sein l'équipe féminine du CM Aubervilliers 93-St-Michel. Elle arrête la compétition à l'issue de la saison 2020 après une grossesse puis la crise sanitaire : « Tout ça a fait qu’il était temps pour moi de tourner la page. Je ne me voyais plus continuer sur un vélo, mais j’avais envie de rester dans cet univers » : elle devient directrice sportive de l'équipe féminine de Saint-Michel Auber 93, alors en Nationale 1, à compter de la saison 2021,.
Remplaçant ponctuellement Stéphane Javalet, elle dirige le groupe masculin de Saint-Michel Auber 93 pour la course des Boucles de la Mayenne dont Jason Tesson remporte au sprint la première étape, devenant la première femme à être directrice sportive d'une équipe professionnelle masculine en France.
Elle dirige l'équipe Saint Michel-Auber 93 invitée à participer au Tour de France Femmes 2022, pour laquelle moins d'un tiers des directions sportives sont assurées par des femmes.
Elle quitte Auber 93 au cours de la saison 2024 se déclarant en désaccord avec la conduite de l'équipe.

## Vie privée
Charlotte Bravard est la sœur cadette de la coureuse cycliste Mélanie Bravard.
Elle a un enfant avec Baptiste Bleier, également coureur cycliste,.

## Palmarès sur route
- 2012
  - Beffes
- 2013
  - 3e étape de la Semaine Cantalienne
  - Vignoux-sous-les-Aix
  - Gerzat
- 2014
  - 3e du Grand Prix de Plumelec-Morbihan Dames (cdf)
- 2015
  - Classic Féminine de Vienne Poitou-Charentes (cdf)
  - 2e du Tour de Charente-Maritime (cdf)
  - 4e du Grand Prix de Plumelec-Morbihan Dames
  - 7e du Tour de Bretagne
  - 8e de la course en ligne des Championnats d'Europe espoirs
- 2016
  - Tour de Charente-Maritime (cdf)
  - 1er et 3e étape du Tour de Charente-Maritime (cdf)
  - 3e de La Picto-Charentaise (cdf)
- 2017
  -  Championne de France sur route
  - 2e du Tour de Gironde féminin (cdf)
  - 9e du Chrono des Nations